# Хейл, Фред Харольд
Фред Харольд Хейл (англ. Fred H. Hale, Sr.; 1 декабря 1890, Нью-Шерон, Мэн, США — 19 ноября 2004, Сиракьюс, США) — американец Фред Хейл, до конца февраля 2014 года входивший в сотню старейших верифицированных долгожителей, до последних дней оставался в здравом рассудке и в 108 лет стал самым пожилым водителем в мире и самым пожилым болельщиком любимых «Boston Red Sox». Прожил Хейл 113 лет, путешествуя, играя в карты, получая новый опыт и общаясь с родными.

## Биография
Хейл родился 1890 году в Нью-Шарон, Штат Мэн. Работал он клерком в железнодорожной компании, в 1910 году женился на Флоре Мурс, и в том же году у них родился первый ребёнок.
Флора умерла в 1979 году, после 69 лет брака, после чего Фред в течение ещё 20 лет жил один.
В возрасте 95 лет он съездил в Японию, в гости к внуку, а на обратном пути заехал в Гавайи, где впервые в своей жизни попробовал сёрфинг.
В возрасте 100 лет Хейл вместе со своим старшим сыном Норманом побывал в Европе, посетив места боевой славы его сына, который воевал там в годы Второй мировой войны. Кроме того, рассказывают историю, как 100-летний Фред убил на охоте оленя.
В возрасте 103 лет Хейл сбрасывал снег лопатой с крыши своего дома, а в возрасте 108 лет он всё ещё водил свой автомобиль, поставив рекорд как самый пожилой водитель в мире. Этот рекорд официально занесён в Книгу Рекордов Гиннесса. Кстати, позднее Хейл отказался водить, так как понимал, что такие пожилые водители как он очень раздражают всех вокруг.
Когда Фреду исполнилось 109 лет, он перебрался из своего родного штата Мэн в штат Нью-Йорк, чтобы жить вместе со своим младшим сыном.
Всего у Фреда Хейла было пятеро детей, троих из которых он пережил. На момент своей смерти он имел девять внуков, девять правнуков и одиннадцать праправнуков.
Фред Хейл умер в доме престарелых в Нью-Йорке от осложнений пневмонии, случилось это 19 ноября 2004 года, всего за двенадцать дней до его 114-го дня рождения.

## Интересные факты
После удаления катаракты Хейл обладал прекрасным для долгожителя зрением, известно, что до самой своей смерти он с удовольствием играл в карты.
Известно и то, что всю свою жизнь Хейл был болельщиком бейсбольной команды Бостон Ред Сокс, став в итоге её старейшим фанатом. А незадолго до смерти Фреда в СМИ появилась информация, что он оказался единственным живым свидетелем того, как в 1918 году Red Sox впервые выиграли World Series.
В молодости Хейл увлекался пчеловодством и даже делился секретом своего долголетия — каждое утро он съедал по ложке свежего мёда.